# Darguner Brauerei

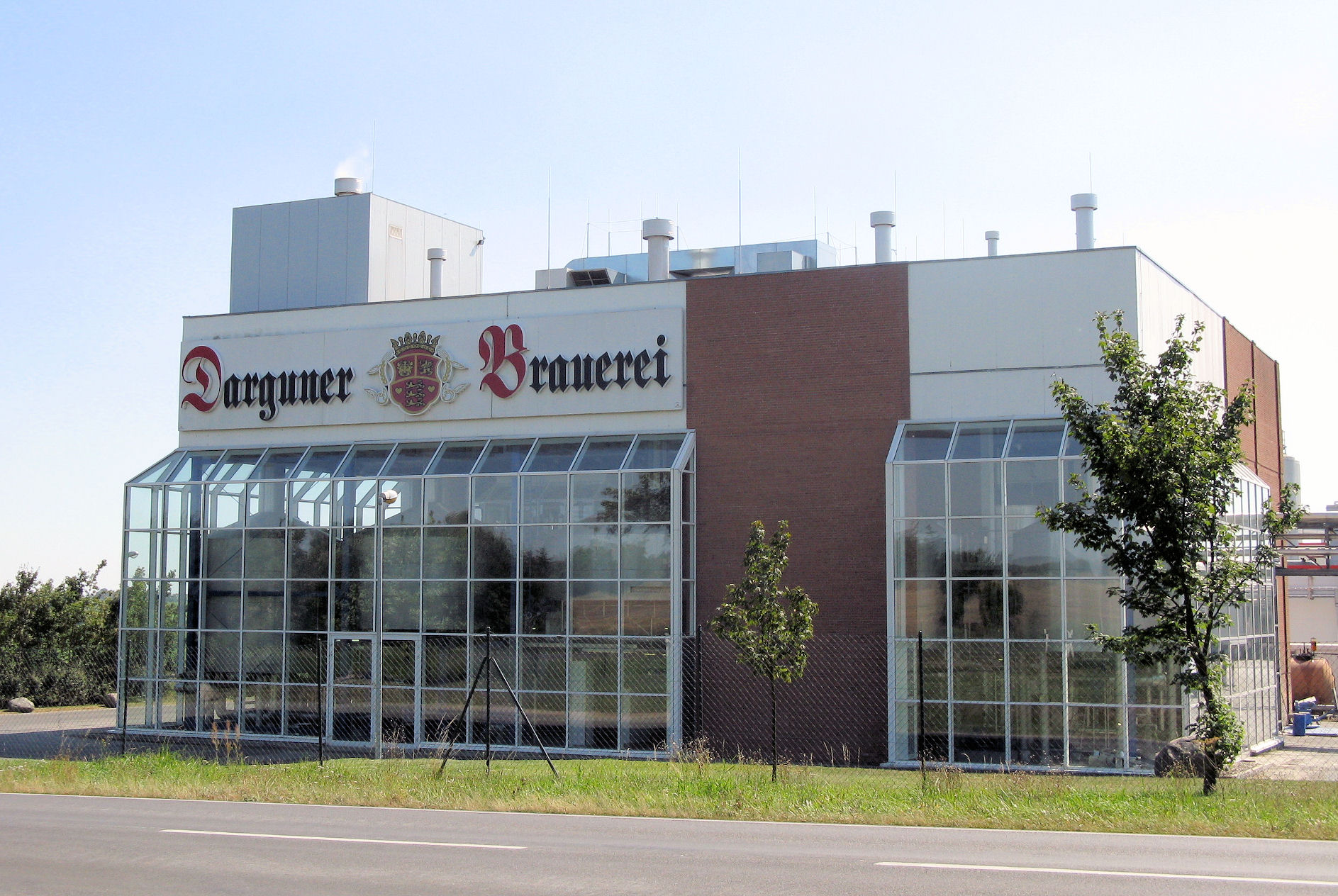
Darguner Brauerei

Die Darguner Brauerei aus Dargun ist eine hundertprozentige Tochtergesellschaft der Harboes Bryggeri A/S aus Skælskør (Dänemark).
Die Brauerei stellt jährlich ca. 1,5 Millionen Hektoliter Bier und 1,5 Millionen Hektoliter alkoholfreie Getränke her. Die Produkte werden in Deutschland meist über unterschiedliche Handelsketten (vor allem Netto) vertrieben und in mehr als 90 Länder exportiert.

## Geschichte
Das im 12. Jahrhundert gegründete Darguner Kloster besaß schon im Mittelalter das Braurecht.
Am 29. Mai 1991 erfolgte die Gründung unter dem Namen Darguner Klosterbrauerei. Wegen eines Rechtsstreits musste dieser am 17. März 1998 in Darguner Brauerei geändert werden. Seit Oktober 2000 ist auch eine Produktionsanlage für Mineralwasser und Limonaden in Betrieb.

## Produkte
Das Sortiment umfasst Produkte verschiedener Kategorien, dazu gehören u. a. Bier, Energydrinks und Erfrischungsgetränke, fruchthaltige Getränke sowie Wasser. Ein wesentlicher Teil des Sortiments, beispielsweise die Softdrinks der Marke Harboe, wird in Deutschland nicht verkauft.
Biersorten:
- Schloss Pilsener, Edel, Hefeweizen, Export, Hell, Winterbier, Radler, Hefeweizen & Grapefruit, Pilsner alkoholfrei, Hefeweizen alkoholfrei, Radler alkoholfrei, Malzgetränk, Fassbrause Zitrone, Fassbrause Holunder und Fassbrause Himbeer (Eigenmarken für Netto Marken-Discount)
- Darguner Premium Pilsener, Export, Weißbier, Dunkel, Märzen, Gold Lager, Osterbier, Maibock, Bock, Frühlingsbock, Winterbock, Winterbier, Festbier, Naturradler Zitrone, Naturradler Mango Passionsfrucht, Naturradler Hagebutte, Naturradler Grapefruit, Grapefruit Hefeweizen, Sanddorn, Pilsener 3,5 %, Premium Pilsener Alkoholfrei 0,0 %, Naturradler Zitrone 0,0 % und Naturradler Grapefruit 0,0 %
- Mecklenburger Pilsner, Helles, Dunkel, Export, India Pale Ale, Weißbier und Dunkles Weißbier
- Harboe Special, Red, Pilsner, Gold, Dark, Classic, Silver, Bear Beer, Stout und Ale.
- Stierbier Premium Pilsener, Export, Strong, Radler, Alkoholfrei und Stierbier + Energy (Eigenmarken für Netto und Norma)
- Nordgold Pilsener, Gold Bier, Hefeweizen, Alsterwasser, Radler Naturtrüb und Malzgetränk (Eigenmarken für Netto und Norma)
- Burg Premium German Lager, Burg Premium Wheat Beer, Burg Premium Extra Strong Lager und Burg Premium Strong Stout
- L7 Lager, Helles Weizen und Dunkles Weizen
- Thron Lager und Thron Weizen
- Gutshaus Pilsener (Eigenmarke für Netto)
- Regenten Pilsener

Im Jahr 2015 erhielt die Darguner Brauerei den Bundesehrenpreis für ihre Fruchtgetränke, ein Jahr später für Bier.